# Robert Mandan
Robert Mandan (n. 2 februarie 1932, Clever⁠(d), Missouri, SUA – d. 29 aprilie 2018, Los Angeles, California, SUA) a fost un actor american de film.